# Monitor (émission de télévision)
Pour les articles homonymes, voir Monitor.

Monitor est une émission de télévision allemande diffusé sur ARD. Elle fait partie des magazines télévisés politiques au même titre que Panorama, FAKT et Kontraste.
Son premier numéro est diffusé en 21 mai 1965. L'émission est présentée jusqu'en 1981 par son créateur, Claus Hinrich Casdorff (sauf 1973-1975). Son point de vue, alors orienté à gauche, lui avait valu les critiques des conservateurs.